# اوتو لمان
 اوتو لمان (آلمانی: Otto Lehmann؛ زاده ۱۳ ژانویهٔ ۱۸۵۵ – درگذشته ۱۷ ژوئن ۱۹۲۲) یک فیزیک‌دان اهل آلمان بود.